# Lista över museer i Sverige
Detta är en lista över museer i Sverige.

## Lista per typ av museum

### Arbetslivsmuseer
Lista över arbetslivsmuseer i Sverige efter län

### Ekomuseerochfriluftsmuseer
- Borås museum
- Disagården, Uppsala
- Ekomuseum Bergslagen, flera platser i Västmanland
- Ekomuseum Gränsland, Strömstad
- Erikskulle museum och hembygdsgård, Norrtälje kommun
- Fotevikens museum, Vellinge kommun
- Fredriksdals friluftsmuseum, Helsingborg
- Frösåkers brygga, Västerås
- Gammlia friluftsmuseum, Umeå
- Husbyringen, Hedemora
- Ingeborrarpsgården, Örkelljunga kommun
- Jamtli, Jämtlands läns museum, Östersund
- Kulturen, Lund
- Norra Berget, Sundsvall
- Skansen, Stockholm
- Skellefteå museum, Nordanå, Skellefteå
- Torekällberget, Södertälje
- Vallby friluftsmuseum, Västerås
- Friluftsmuseet Gamla Linköping, Linköping

### Hembygdsmuseer
- Arvidsjaurs hembygdsmuseum, Arvidsjaur
- Elfdalens hembygdsförening, Älvdalen
- Enhörna hembygdsmuseum, Södertälje kommun
- Falkenbergs hembygdsmuseum, Falkenberg
- Falsterbo museum, Falsterbo
- Fleninge bygdemuseum, Fleninge
- Gagnefs Minnesstuga, Gagnef
- Gamlegård, Billinge, Billinge
- Glommersträsks hembygdsmuseum
- Hedemora gammelgård, Hedemora
- Ingeborrarpsgården, Örkelljunga kommun
- Korsberga hembygdsmuseum, Korsberga, Hjo kommun
- Lidingö museum
- Ljungby sockenmagasin
- Ljusterö hembygdsmuseum, Ljusterö
- Lövångers sockenmuseum, Lövånger
- Odensåkers hembygdsmuseum, Odensåker
- Skärgårdsmuseet, Värmdö
- Vilhelmina museum, Vilhelmina
- Wälufs hembygdsmuseum, Wäluf

### Idrottsmuseer
- Östgöta Idrottsmuseum, Linköping
- Dalarnas Idrottsmuseum, Falun
- Golfmuseet, Landskrona
- Idrottsmuseet, Göteborg
- Helsingborgs Idrottsmuseum, Helsingborg
- Idrottsmuseet i Malmö
- Riksidrottsmuseet, Stockholm
- Svenska skidmuseet, Umeå
- Vasaloppsmuseet, Mora

### Järnvägsmuseer
- Bläse Kalkbruksmuseum, Gotland
- Järnvägens museum Ängelholm
- Kristianstads järnvägsmuseum, Kristianstad
- Lokmuseet, Grängesberg
- Marcus Wallenberg-hallen, Södertälje
- Munkedals jernväg, Munkedal
- Norrbottens Järnvägsmuseum, Luleå
- Nynäshamns Järnvägsmuseum, Nynäshamn
- Nässjö järnvägsmuseum, Nässjö
- Sveriges järnvägsmuseum, Gävle
- Vassijaure banelektriska museum, Vassijaure
- Wadstena-Fogelsta Järnväg, Vadstena
- Östergötlands Järnvägsmuseum, Linköping

### Konstmuseer och konsthallar
- Abecita Popkonst & Foto, Borås
- Arvika Konsthall, Arvika
- Aguélimuseet, Sala
- Artipelag, Värmdö
- Bildmuseet, Umeå
- Bonniers konsthall, Stockholm
- Borås konstmuseum, Borås
- Bror Hjorths hus, Uppsala
- Carl Eldhs Ateljémuseum, Stockholm
- Dalslands konstmuseum, Åsensbruk
- Döderhultarmuseet, Oskarshamn
- Eskilstuna stadsmuseum, Eskilstuna
- Fotografiska museet, Stockholm
- Gotlands konstmuseum, Visby
- Grafiska museet, Helsingborg
- Färgfabriken, Stockholm
- Gustav III:s antikmuseum, Stockholm
- Göteborgs konsthall, Göteborg
- Göteborgs konstmuseum, Göteborg
- Kalmar konstmuseum, Kalmar
- Kristinehamns konstmuseum, Kristinehamn
- Liljevalchs konsthall, Stockholm
- Malmö konsthall, Malmö
- Malmö konstmuseum, Malmö
- Marabouparken konsthall, Sundbyberg
- Moderna museet, Malmö
- Moderna museet, Stockholm
- Museum Anna Nordlander, MAN, Skellefteå
- Motala museum, Motala
- Nationalmuseum, Stockholm
- Nordiska akvarellmuseet, Skärhamn
- Norrköpings konstmuseum, Norrköping
- Millesgården, Lidingö, Stockholm
- Rackstadmuseet, Arvika
- Röhsska Museet, Göteborg
- Sandgrund Lars Lerin konstmuseum, Karlstad
- Ståhl Collection, Norrköping
- Thielska galleriet, Stockholm
- Uppsala konstmuseum, Uppsala
- Prins Eugens Waldemarsudde, Djurgården, Stockholm
- Vandalorum, Värnamo
- Västerås konstmuseum, Västerås
- Zornmuseet, Mora
- Ystads konstmuseum, Ystad

### Kulturhistoriska museer
- Àjtte fjäll- och samemuseum, Jokkmokk
- Bungemuseet, Gotland
- Charlotte Weibulls folklivssamlingar, Möllegården kultur, Åkarp
- Carl Larsson-gården, Falun
- Etnografiska museet, Stockholm
- Gustav III:s antikmuseum, Stockholm
- Haga Parkmuseum, Solna
- Hallwylska museet, Stockholm
- Halmens Hus, Bengtsfors
- Historiska museet, Stockholm
- Historiska museet, Lund
- Hässleholms museum, Hässleholm
- Kulturen i Lund
- Kungliga Myntkabinettet, Stockholm
- Livrustkammaren, Stockholm
- Gotlands fornsal, Visby
- Lödöse museum, Lilla Edet
- Medelhavsmuseet, Stockholm
- Nordiska museet, Djurgården Stockholm
- Penselmuseet, Bankeryd
- Oppstuhage, Arvika
- Roslagsmuseet, Norrtälje
- Röhsska museet, Göteborg
- Skansen, Djurgården, Stockholm
- Skellefteå museum, Skellefteå
- Skoklosters slott, Skoklosters socken, Håbo kommun
- Statens Museer för Världskultur, Göteborg
- Statens historiska museum, Stockholm
- Stockholms medeltidsmuseum, Helgeandsholmen, Stockholm
- Sveriges fängelsemuseum, Gävle
- Umeå Energicentrum, Klabböle, Umeå kommun
- Uppsala universitets myntkabinett, Uppsala
- Vitlycke museum, Tanumshede
- Västerviks museum, Västervik
- Världskulturmuseet, Göteborg
- Östasiatiska museet, Stockholm

### Kulturmuseer
- Birgit Nilsson Museum, Svenstad, Bjärehalvön
- Dansmuseet, Stockholm
- Drottningholms teatermuseum, Drottningholms slottsområde, Stockholm
- Filmmuseet i Kristianstad
- Hasse&Tage-museet, Tomelilla
- Jussi Björlingmuseet, Borlänge
- Malmö Teatermuseum för scen- och manegekonst, Malmö
- Marionettmuseet, Stockholm
- Musikmuseet, Stockholm
- Mårbacka, Selma Lagerlöfs hem, Värmland
- Piratenmuseet, Vollsjö
- Strindbergsmuseet, Stockholm
- Sveriges teatermuseum, Stockholm
- Övralid, Verner von Heidenstam

### Lantbruksmuseer
- Alnarps museer/Skånes lantbruksmuseum, Alnarp
- Berte museum, Slöinge
- Fagerängs lantbruksmuseum, Fageräng, Vetlanda kommun
- Kronobergs lantbruksmuseum, Hjärtenholm, Alvesta kommun
- Kålabodas lantbruksmuseum, Kålaboda, Ånäset
- Lantbruksmuseet i Ljusfallshammar, Ljusfallshammar
- Sveriges lantbruksmuseum, Julita gård
- Ängabackens lantbruksmuseum, Näsum

### Länsmuseer
- Blekinge museum, Karlskrona
- Bohusläns museum, Uddevalla
- Dalarnas museum, Dalarnas Museum & Konsthall
- Jamtli, Jämtlands läns museum, Östersund
- Jönköpings läns museum, Jönköping
- Kalmar läns museum, Kalmar
- Hallands konstmuseum, Halmstad
- Hallands kulturhistoriska museum, Varberg
- Länsmuseet Gävleborg, Gävle
- Gotlands museum, Visby
- Norrbottens museum, Luleå
- Regionmuseet Kristianstad (Region Skåne)
- Stockholms läns museum
- Sörmlands museum, Nyköping
- Upplandsmuseet, Uppsala
- Västerbottens museum, Umeå
- Skellefteå museum
- Värmlands museum, Karlstad
- Västergötlands museum, Skara
- Västmanlands länsmuseum, Västerås
- Västernorrlands museum, Härnösand
- Östergötlands länsmuseum, Linköping
- Örebro läns museum, Örebro

### Marina och maritima museer
- Aquaria vattenmuseum, Stockholm
- Fritidsbåtsmuseet, Härnösand

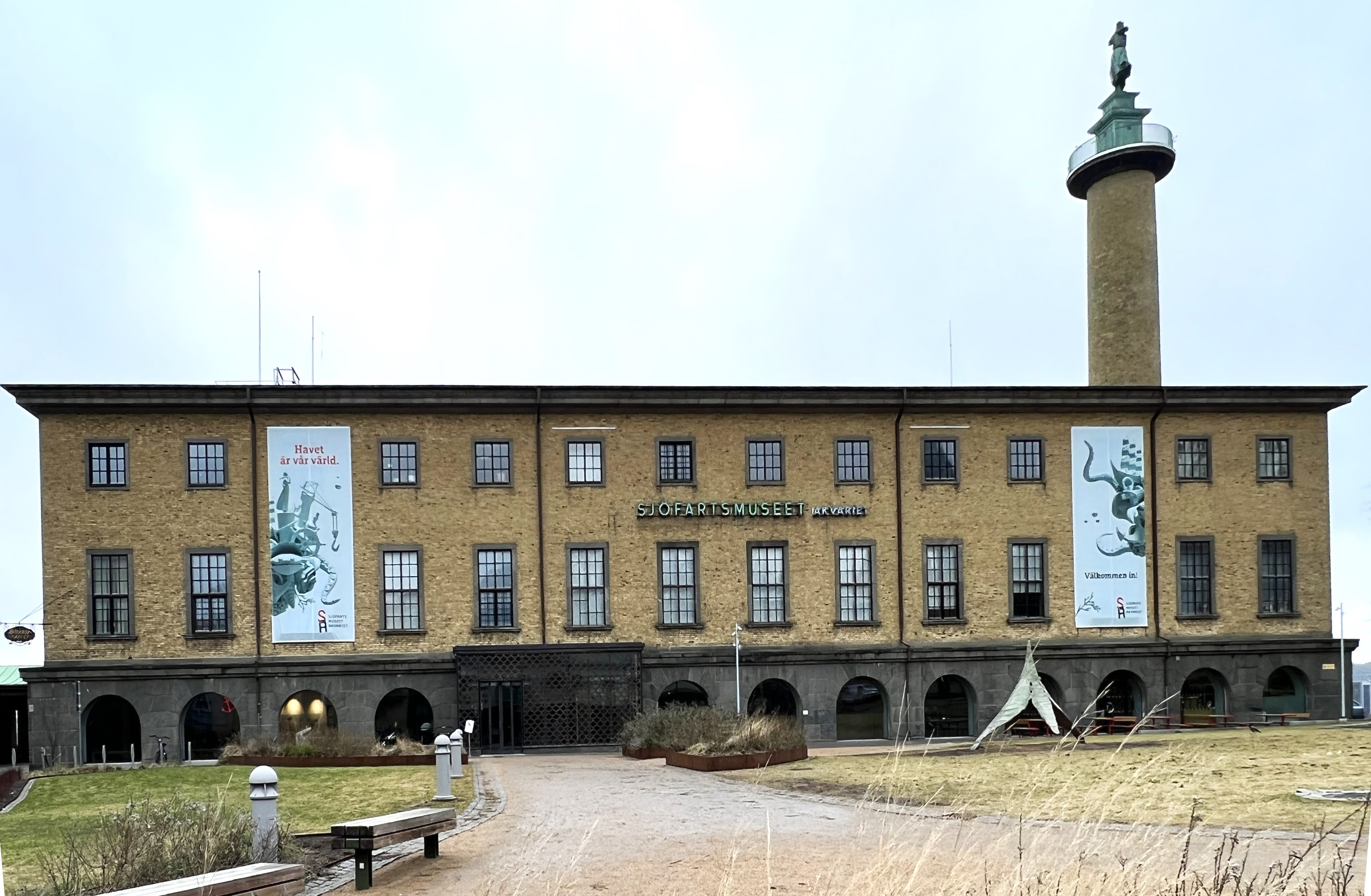
Sjöfartsmuseet Akvariet i Göteborg

- Göteborgs Maritima Centrum, Göteborg
- Havets hus
- Marinmuseum, Karlskrona
- Museihuset, Linköping
- Sjöfartsmuseet Akvariet, Göteborg
- Kalmar Sjöfartsmuseum
- Sjöfartsmuseet i Oskarshamn
- Sjöhistoriska museet, Stockholm
- Skalbanksmuseet
- Sveriges Sjömanshusmuseum, Uddevalla
- Teknikens och Sjöfartens hus, Malmö, tidigare Malmö tekniska museum
- Råå museum för fiske och sjöfart, Råå
- Vasamuseet, Djurgården, Stockholm
- Vrak – Museum of Wrecks, Djurgården, Stockholm
- Västerås historiska skeppsmuseum, Västerås

### Medicinhistoriska museer

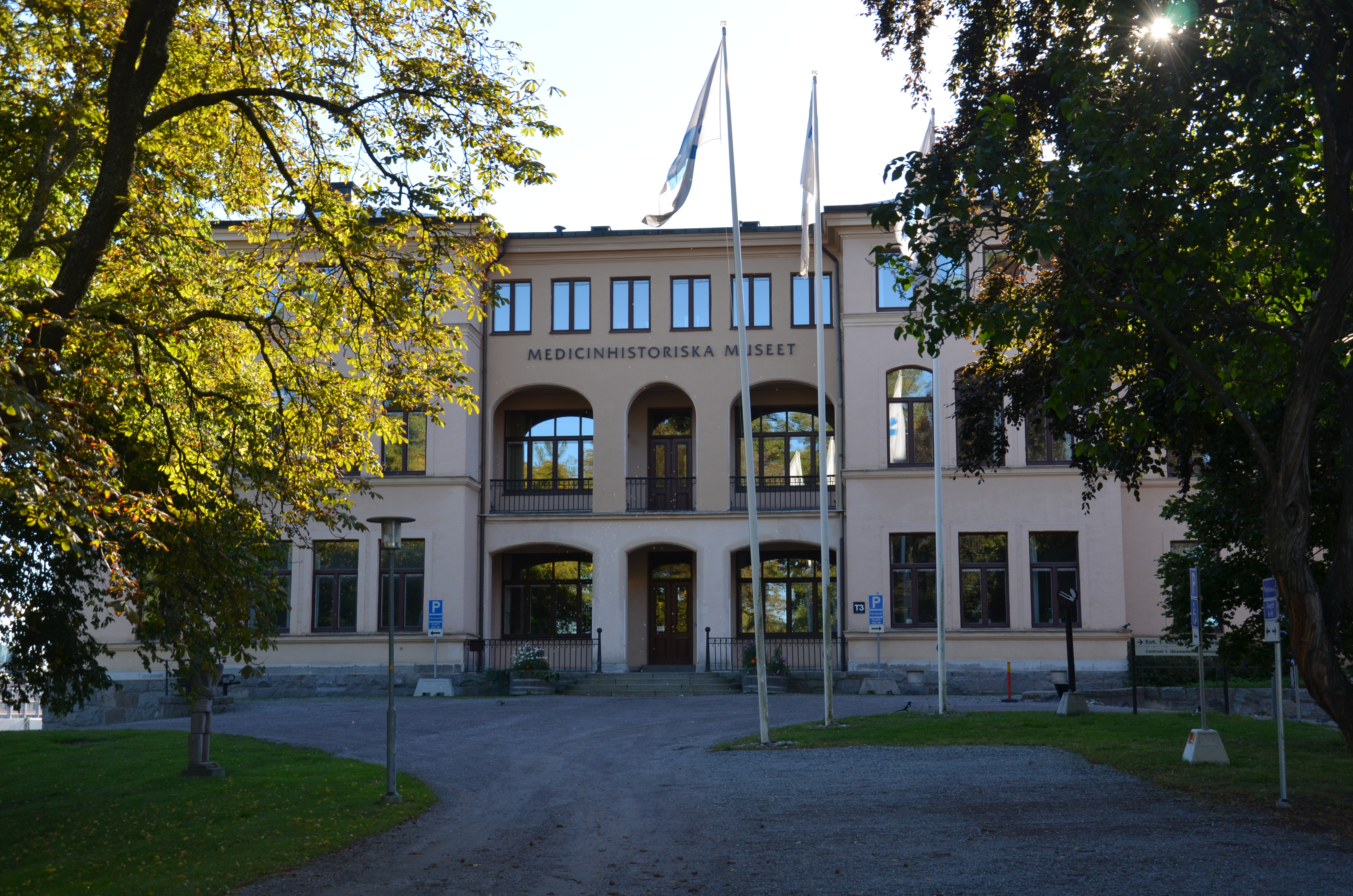
Medicinhistoriska museet, Eugeniahemmet i Solna (stängt 2005)

- Medicinhistoriska museet, Falun (i Nisserska huset)
- Helsingborgs medicinhistoriska museum
- Livets museum, Lund
- Medicinhistoriska museet, Stockholm, stängt 2005, dessförinnan på Eugeniahemmet i Solna
- Medicinhistoriska museet, Göteborg
- Medicinhistoriska muset, Uppsala
- Odontologiska museet
- Vårdmuseet, Västerås
- Veterinärmuseet, Skara

### Försvarshistoriska museer
- Aeroseum, Göteborg
- Armémuseum, Stockholm
- Beredskapsmuseet, Helsingborg
- Brigadmuseum, Värmland
- Bohusläns Försvarsmuseum
- Flygvapenmuseum, Malmslätt
- Flygmuseet i Söderhamn
- Försvarsfordonsmuseet Arsenalen, Härad
- Försvarsmuseum Boden, Boden
- Fästningsmuseet, Karlsborg
- Gränsförsvarsmuseum, Abisko
- Göteborgs maritima centrum, Göteborg
- Hemsö fästning, Hemsön
- Kvibergs museum, Göteborg
- HAMN, Fisksätra, Nacka
- Rödbergsfortet, Boden
- Smålands Militärhistoriska Centrum, Delary Industripark, Älmhult
- Siaröfortet, Siarö, Österåkers kommun
- Vaxholms fästnings museum
- Västerås flygmuseum, Västerås
- Ystads militärmuseum, Ystad
- Ängelholms flygmuseum, Ängelholm

### Naturhistoriska museer
- Biologiska museet, Södertälje
- Biologiska museet, Stockholm
- Fågelmuseet, Jönköping
- Naturhistoriska riksmuseet, Frescati, Stockholm.
- Naturhistoriska museet, Göteborg
- Skalbanksmuseet, Uddevalla
- Evolutionsmuseet, Uppsala
- Zoologiska museet vid Lunds universitet, Lund

### Science center
- Balthazar, Skövde
- Dalénium, Stenstorp
- Faktotum, Eskilstuna
- Fenomenalen, Visby
- Fenomenmagasinet, Linköping
- Flyglabbet, Flygvapenmuseum, Linköping
- 2047 Science Center, Borlänge
- Innovatum Science Center, Trollhättan
- Kreativum, Karlshamn
- Molekylverkstan, Stenungsund
- Navet Science Center, Borås
- Teknikens hus, Luleå
- Teknorama, Tekniska museet, Stockholm
- Tom Tits Experiment, Södertälje
- Universeum, Göteborg
- Upptech, Jönköping
- Vattenhallen Science Center, Lund
- Visualiseringscenter C, Norrköping

### Skolmuseer
- Djurmo skolmuseum, Gagnef
- Eriksbergs museum, Tranås

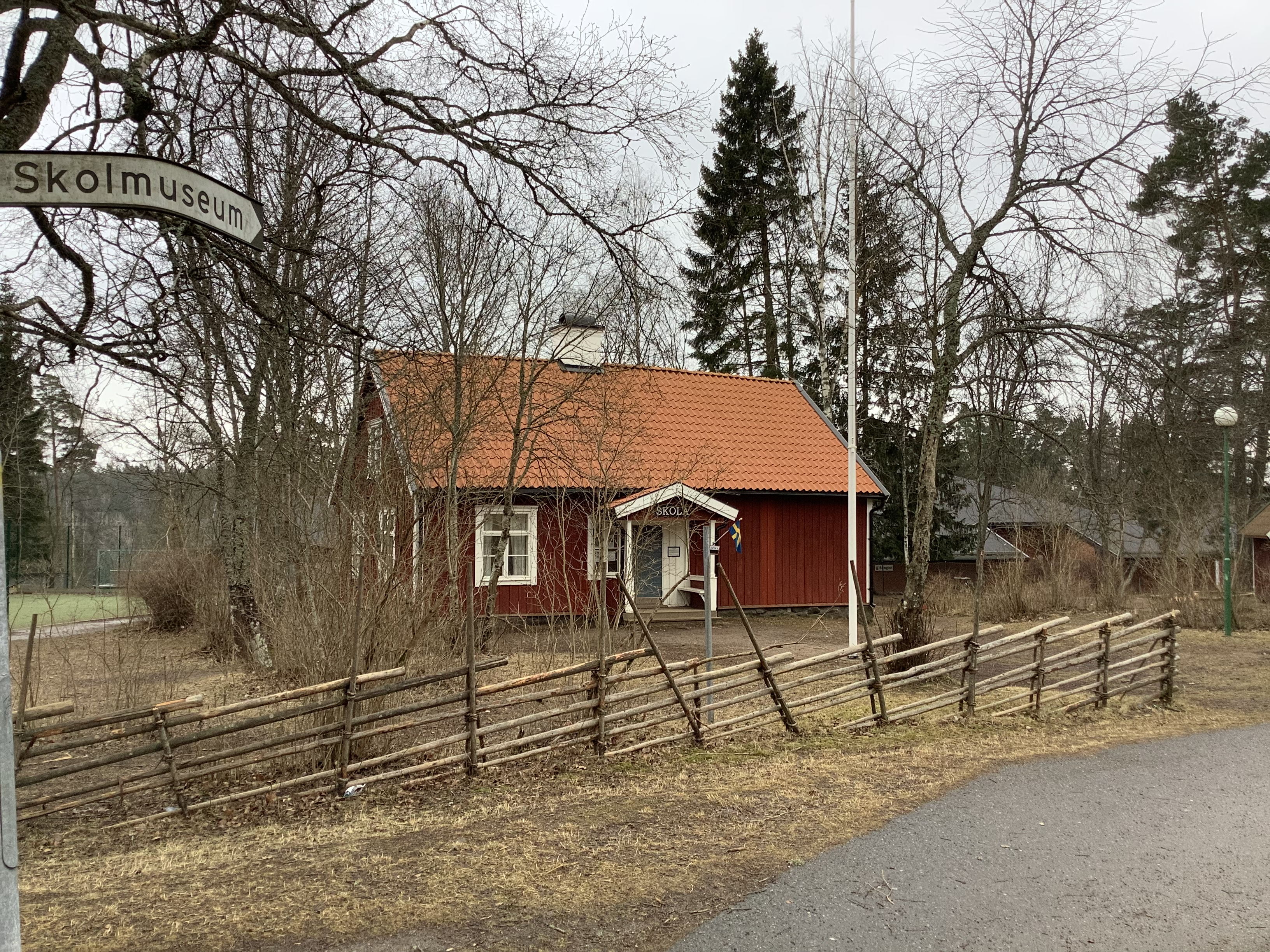
Svartbäckens skolmuseum

- Helsingborgs skolmuseum, Helsingborg
- Karlstads skolmuseum, Karlstad
- Klasro skolmuseum, Sollentuna
- Murjeks skolmuseum, Vuollerim, Jokkmokk
- Skansens skolmuseum, Djurgården, Stockholm
- Skebergs skolmuseum, Leksand
- Skolmuseet, Torekällberget, Torekällberget, Södertälje
- Skolmuseet i Välinge bygdegård
- Stockholms skolmuseum
- Svartbäckens skolmuseum, Haninge kommun
- Vallentuna skolmuseum, Vallentuna
- Vetlanda skolmuseum, Vetlanda

### Stadsmuseer och kommunala museer
- Arboga Museum, Arboga
- Eksjö museum, Eksjö
- Enköpings museum, Enköping
- Falkenbergs museum, Falkenberg
- Göteborgs stadsmuseum, Göteborg
- Karlshamns museum, Karlshamn
- Köpings museum, Köping
- Landskrona museum, Landskrona
- Malmö Museer, Malmö
- Mölndals stadsmuseum, Mölndal
- Torekällbergets museum, Södertälje
- Sigtuna Museum, Sigtuna
- Stadsmuseet, Malmö, del av Malmö Museer
- Skellefteå museum, Skellefteå
- Stadsmuseet i Stockholm, Stockholm
- Skövde stadsmuseum, Skövde
- Sundsvalls museum, Sundsvall
- Norrköpings stadsmuseum, Norrköping
- Tranås museum, Tranås
- Trelleborgs museum, Trelleborg
- Vetlanda museum, Vetlanda
- Vänersborgs museum, Vänersborg
- Ystads konstmuseum, Ystad
- Örnsköldsviks museum och konsthall, Örnsköldsvik

### Tekniska museer
- Aeroseum, Göteborg
- Grenna museum, Gränna
- Arkitekturmuseet, Stockholm
- Bergendorffs radiomuseum
- Bil- och Teknikhistoriska Samlingarna, Köping
- Biograf- och TV-museet, Säter
- Bruksmuseet, Surahammar
- Dalénmuseet, Stenstorp
- Ekenässjöns industrimuseum, Ekenässjön
- Fagersta bruksmuseum, Fagersta
- Fotomuseet Olympia, Falkenberg
- Framtidsmuseet, Stockholm
- Gyllene hjulet MC-museum, Surahammar
- Göran Karlssons Motormuseum, Ullared (upphört)
- Göteborgs maritima Centrum, Göteborg
- Idéum Innovationsmuseum
- Internetmuseum
- IT-ceum, Linköping
- Marcus Wallenberg-hallen, Södertälje
- MC Collection museum, Västerås
- Motala Industrimuseum, Motala
- Motala Motormuseum, Motala
- Motor & nostalgimuseet, Grängesberg
- Museihuset, Linköping
- Möklinta traktor och nostalgimuseum, Möklinta
- Nobelmuseet, Stockholm
- Pythagoras industrimuseum, Norrtälje
- Radiomuseet, Göteborg
- Radiomuseet, Jönköping
- Sala gruvmuseum, Sala
- Sala traktormuseum, Sala
- Scootermuseum, Kinnekulle
- Silvermuseet, Arjeplog
- Stockholms Spårvägsmuseum, Stockholm
- Svedinos bil- och flygmuseum, Ugglarp, Falkenbergs kommun
- Sveriges Rundradiomuseum, Motala
- Säffle marinmotormuseum, Säffle
- Teknikens och Sjöfartens hus, Malmö
- Tekniska museet, Stockholm
- Turbinhuset, Västerås
- Visualiseringscenter C, Norrköping
- Vagnmuseet, Mörarp
- Åkesta vagnmuseum, Västerås
- Ädelfors Mineral- och gruvmuseum, Ädelfors
- Västerås flygmuseum, Västerås

### Övrigt
- Akademiska Föreningens Arkiv & Studentmuseum, Lund
- Adelborgmuseet, Gagnef
- Bergrummet – Tidö collection of toys and comics, Stockholm
- Båtmuseet, Stackgrönnan, Skellefteå
- Dalarnas Indianmuseum, Dalarna
- Dalslands Museum & Konsthall, Dalsland
- Ekenässjöns industrimuseum, Ekenässjön
- Fagerängs lantbruksmuseum, Ekenässjön
- Arvika Fordonsmuseum, Arvika
- Glasbruksmuseet, Surte
- Kortedala museum, Göteborg
- Köpings Museum, Köping
- Leksands konstmuseum, Leksand
- Limhamns museum, Limhamn
- Lödöse museum, Lödöse
- Medelpads Fornminnesförening, Sundsvall
- Minnenas Museum, Höör
- Nostalgicafé the 50's, 1950-tals museum i Tomelilla
- Repslagarmuseet, Älvängen
- Rydals museum, Rydal, Marks kommun
- Rättviks museum, Rättvik
- Kungajaktmuseet, Älgens Berg, Vänersborgs kommun
- Ädelfors mineral- och gruvmuseum, Ädelfors
- Arbetets museum, Norrköping, Norrköping
- Brandkårsmuseet
- Ersta diakonimuseum, Stockholm
- Fjärilshuset, Stockholm
- Fotomuseet, Sundsvall
- Gjuterimuseet
- Gruvmuseet, Bjuv
- Haga parkmuseum, Hagaparken, Solna kommun
- Haga Trädgård, Hagaparken, Solna kommun
- Hällristningsmuseet, Norrköping
- Hälsinglands museum, Hudiksvall
- Häxmuseet, Kramfors kommun
- Höganäs Museum och Konsthall, Höganäs
- Immigrant-institutets museum
- Johannamuseet, Sandåkra, Skurup
- Judiska museet, Stockholm
- Kungliga myntkabinettet, Stockholm
- Landskrona museum, Landskrona
- Leksaksmuseet, Stockholm, Stockholm
- Leksaksmuseum, Vadstena, Vadstena
- Museispårvägen Malmköping, Malmköping
- Museum Gustavianum
- Museum Anna Nordlander, Skellefteå
- Museum Gösta Werner och Havet, Simrishamn
- Mus-Olles museum, Ytterån, Krokoms kommun
- Naturmuseet, Malmö (del av Malmö Museer)
- Nordmarks gruvmuseum, Nordmark
- Observatoriemuseet, Stockholm
- Pengsjö nybyggarmuseum, Pengsjö
- Piteå museum, Piteå
- Polismuseet, Stockholm
- Postmuseum, Stockholm
- Sigtuna museum, Sigtuna
- Skogsmuseet i Lycksele, Lycksele
- Skärgårdsmuseet (flera museer)
- Smålands museum, Växjö
- Charlottenburgs gård, Solna hembygdsmuseum, Solna
- Statens maritima museer, Karlskrona och Stockholm
- Stockholms borgargilles museum, Stockholm
- Sundbybergs museum, Sundbyberg
- Sveriges glasmuseum
- Tobaksmuseet, Stockholm
- Trelleborgs museum, Trelleborg
- Upplevelsemuseet, Stockholm
- Vetlanda museum, Vetlanda
- Vin & sprithistoriska museet, Stockholm
- Värmlands Vikingacenter, Värmlands Nysäter
- Åhus museum, Åhus

## Ej längre existerande museer
- Chateau Småröd Museum, Munkedal
- Tidö Leksaks & Seriemuseum, Västerås
- Veteranbåtsmuseet i Västerås, Västerås
- Västerås skolmuseum, Västerås